# Janusz Lorenz
Janusz Józef Lorenz (ur. 28 marca 1942 w Kniażycach) – polski polityk, były wojewoda olsztyński, senator IV i V kadencji.

## Życiorys
Ukończył studia w Wyższej Szkole Rolniczej w Olsztynie, w 1971 uzyskał na tej uczelni (już pod nazwą Akademia Rolniczo-Techniczna w Olsztynie) stopień doktora. Odbył również studia podyplomowe w Instytucie Kadr Kierowniczych Administracji Państwowej (1975) w dziedzinie organizacji i zarządzania wielkimi organizacjami gospodarczymi. Pracę zawodową rozpoczął w 1966 w Okręgowym Przedsiębiorstwie Przemysłu Mięsnego w Olsztynie, obejmując w 1972 stanowisko dyrektora ds. produkcji. W latach 1973–1975 kierował rozruchem technicznym i technologicznym Zakładów Mięsnych „Morliny” w Ostródzie. Był również m.in. wiceprezydentem Polfoods Corporation w Nowym Jorku oraz ekspertem FAO.
Do 2006 należał do Sojuszu Lewicy Demokratycznej, działa w Ogólnopolskim Porozumieniu Związków Zawodowych i lokalnych organizacjach społecznych. W latach 1993–1997 pełnił funkcję wojewody olsztyńskiego. Przyczynił się w tym okresie do utworzenia Warmińsko-Mazurskiej Specjalnej Strefy Ekonomicznej i Uniwersytetu Warmińsko-Mazurskiego w Olsztynie.
W latach 1997–2005 był senatorem IV kadencji z województwa olsztyńskiego i V kadencji z okręgu olsztyńskiego. Pełnił m.in. funkcję wiceprzewodniczącego Komisji Rolnictwa i Rozwoju Wsi oraz przewodniczącego stałej delegacji polskiego Sejmu i Senatu w Zgromadzeniu Parlamentarnym Unii Zachodnioeuropejskiej. W 2004 bez powodzenia kandydował do Parlamentu Europejskiego.
W 2006 został kandydatem Polskiego Stronnictwa Ludowego na stanowisko prezydenta Olsztyna w wyborach samorządowych. W przedterminowych wyborach parlamentarnych w 2007 bez powodzenia kandydował z listy PSL, a cztery lata później ponownie z ramienia SLD.
W latach 2008–2010 pełnił funkcję przewodniczącego rady nadzorczej Warmińsko-Mazurskiej Specjalnej Strefy Ekonomicznej. Po upływie kadencji pozostał członkiem rady. Został też wiceprzewodniczącym rady nadzorczej Warmińsko-Mazurskiej Agencji Rozwoju Regionalnego w Olsztynie i przewodniczącym rady Fundacji im. M. Oczapowskiego w Olsztynie.
Odznaczony Krzyżem Komandorskim Orderu Odrodzenia Polski (2011). Laureat wyróżnienia Osobowość Roku Warmii i Mazur (1996) oraz nagrody powiatu szczycieńskiego (2005). W 1997 został honorowym obywatelem gminy Bartoszyce.

## Życie prywatne
Żonaty z Bożeną Dąbrowską-Lorenz, ma troje dzieci (syna Tomasza oraz córki Małgorzatę i Annę).